# Yolanda Soares
Iolanda Isabel d'Albuquerque Pina Soares (Lisboa, 30 de novembro de 1971), mais conhecida como Yolanda Soares, é uma cantora portuguesa.
Yolanda Soares é uma cantora que cruza influências de Bel-Canto clássico, canto gregoriano, fado, pop, trance, rock sinfónico e jazz, num registo de "crossover" (fusão de várias influências musicais e visuais).

## Biografia
Yolanda nasceu e cresceu numa família e meio com fortes tradições musicais e artísticas, ligada particularmente ao fado e à dança. Frequentou o Conservatório Nacional de Lisboa, primeiro como bailarina, e depois como cantora.[carece de fontes?]
Participou no programa Selecção de Esperanças da RTP.
Em 2007 lançou o seu primeiro álbum. Music Box - Fado em Concerto criado juntamente com Abel Chaves. Inclui temas já conhecidos e também originais, misturando fado e música clássica. O disco contou com a colaboração de uma Orquestra da República Checa e ainda cinco vozes líricas, piano, guitarra portuguesa, cravo, sintetizador e bateria.A Universal Music rescindiu seu contrato citando "diferenças artísticas". 15.000 cópias de seu CD intitulado Music Box foram enviadas para seus escritórios em Barcelona para destruição.
Em 2010 lançou o álbum Metamorphosis com 14 temas originais.
Em setembro de 2016 lançou o álbum "Royal Fado".

## Discografia
- 2007 - Music Box - Fado em Concerto
- 2010 - Metamorphosis
- 2016 - "Royal Fado"